# Wapen van Litouwen
Het wapenschild van Litouwen bestaat uit een rood schild waarop een zilveren (witte) ridder met een getrokken zilveren zwaard met gouden greep op een zilverkleurig springend paard zit. De ridder draagt ook een blauw schild met daarop een gouden Lotharings Kruis.
Vorsten in Litouwen gebruiken het wapen al vanaf de 14e eeuw.
De alternatieve dienstvlag van Litouwen is een banier van het wapen.
De president van Litouwen heeft een bijzonder versie van het wapen, het schild gedragen door een griffioen en een eenhoorn.